# Вана-Мустамяэ
Ва́на-Му́стамяэ (эст. Vana-Mustamäe — «Старый Мустамяэ») — микрорайон в районе Нымме города Таллина, столицы Эстонии. Район в основном сформировался в 1920-х годах и получил своё название по склону Мустамяги, расположенному у границы с районом Нымме. Чтобы отличить его от микрорайона Мустамяэ, который получил своё название несколько позже, к названию более старого микрорайона была добавлена приставка Вана- (эст. Vana — «Старый»).

## География
Расположен в южной части Таллина. Граничит с микрорайонами Кадака и Мустамяэ района Мустамяэ, микрорайонами Нымме, Хийу и Пяэскюла района Нымме, микрорайонами Мяэкюла и Астангу района Хааберсти и волостью Харку уезда Харьюмаа. Площадь — 1,98 км². Плотность населения на 1 января 2023 года — 971,7 чел/км².
В микрорайоне находится фамильное захоронение дворянской семьи фон Гленов. Исторически эта местность была болотистой и богатой источниками. Многие улицы носят названия, связанные с водой: например, Трумми (от эст. Trumm — мостик), Вете (от эст. Vesi — вода), Кюльмаллика (от эст. Külm allikas — холодный источник).

## Улицы
Основные и самые протяжённые улицы микрорайона Вана-Мустамяэ: бульвар Кадака, улицы Кюльмааллика, Трумми, Тяхеторни, Харкуметса и Ыпиласте.

## Население
В 2014 году в Вана-Мустамяэ проживали 2066 человек; доля мужчин — 45 %; эстонцы составляли 85 % населения микрорайона.
| Численность населения микрорайона Вана-Мустамяэ на 1 января по данным Регистра народонаселения | Численность населения микрорайона Вана-Мустамяэ на 1 января по данным Регистра народонаселения | Численность населения микрорайона Вана-Мустамяэ на 1 января по данным Регистра народонаселения | Численность населения микрорайона Вана-Мустамяэ на 1 января по данным Регистра народонаселения | Численность населения микрорайона Вана-Мустамяэ на 1 января по данным Регистра народонаселения | Численность населения микрорайона Вана-Мустамяэ на 1 января по данным Регистра народонаселения | Численность населения микрорайона Вана-Мустамяэ на 1 января по данным Регистра народонаселения | Численность населения микрорайона Вана-Мустамяэ на 1 января по данным Регистра народонаселения |
| 2008                                                                                           | 2010                                                                                           | 2011                                                                                           | 2012                                                                                           | 2013                                                                                           | 2014                                                                                           | 2015                                                                                           | 2016                                                                                           |
| ---------------------------------------------------------------------------------------------- | ---------------------------------------------------------------------------------------------- | ---------------------------------------------------------------------------------------------- | ---------------------------------------------------------------------------------------------- | ---------------------------------------------------------------------------------------------- | ---------------------------------------------------------------------------------------------- | ---------------------------------------------------------------------------------------------- | ---------------------------------------------------------------------------------------------- |
| 2080                                                                                           | ↗2091                                                                                          | ↘2085                                                                                          | ↘2045                                                                                          | ↗2060                                                                                          | ↗2066                                                                                          | ↗2090                                                                                          | ↗2099                                                                                          |
| 2017                                                                                           | 2018                                                                                           | 2019                                                                                           | 2020                                                                                           | 2021                                                                                           | 2022                                                                                           | 2023                                                                                           |                                                                                                |
| ↘2064                                                                                          | ↘2048                                                                                          | ↘1992                                                                                          | ↗2015                                                                                          | ↘2003                                                                                          | ↘1923                                                                                          | ↗1924                                                                                          |                                                                                                |

## История
В 1880-х годах земли современного микрорайона Вана-Мустамяэ Николай фон Глен выкупил у владельца мызы Харк Роберта фон Унрегр-Штернберга для строительства своей усадьбы. В 1886 году на краю холма Мустамяги (эст. Mustamägi) Глен начал строительство усадьбы, известной в настоящее время как замок Глена. Территориально усадьба находится на территории микрорайона Хийу у границы с Вана-Мустамяэ. 
В 1896 году умерла жена Николая фон Глена Каролина. Фамильное захоронение Гленов находилось в церкви Кейла, расположенной достаточно далеко от новой усадьбы. Для жены Глен спроектировал новое захоронение у подножья Мустамяги в нескольких сотнях метров от замка. Территория захоронения состоит из островков, разделенных каналами, через которые перекинуты гранитные мосты. На возвышении расположен мраморный крест. Позже здесь были похоронены внуки Николая фон Глена. Место упокоения было заброшено после эмиграции Глена из Эстонии. В 1989 году Общество облагораживания Нымме отреставрировало захоронение и очистило его от зарослей. В 2008 году был установлен новый мраморный крест. 
После обретения Эстонией независимости в 1920 году долго продолжался спор о собственности на земельный участок между наследниками Глена и эстонским государством. В 1934 земля была окончательно признана собственностью государства и продана частникам для застройки.
В 1925 году предприниматель Йохан Муст подал заявку на строительство большого бассейна на территории Вана-Мустамяэ. В 1935 году началось строительство 50-метрового бассейна и здания кафе. 16 августа 1936 года бассейн был открыт. С 1937 по 1938 годы был построен второй бассейн с 10-метровой вышкой для прыжков в воду. Здесь проводились национальные и международные соревнования по водным видам спорта. Зимой здесь работал каток. 24 декабря 1940 года комплекс был национализирован, а в 1974 году был уничтожен во время пожара. Уже в 1975 году был подготовлен план реконструкции, однако он был претворён в жизнь только 12 лет спустя. В 2005—2006 годах комплекс был реконструирован.
Один из уголков Вана-Мустамяэ упоминается в пограничном акте 1371 года как dat hoge hoved («высокая голова», сравн. с более поздней транскрипцией Hohenhaupt, позднее — Kallapäh).

## Галерея
- Микрорайон Вана-Мустамяэ
- Улица Тяхеторни
- Башня Лосси (памятник культуры)
- Лесопарк Куузику
- Природный парк
Нымме-Мустамяэ
- Улица Эхитаяте